# Gyrodactylus imperialis
Gyrodactylus imperialis är en plattmaskart. Gyrodactylus imperialis ingår i släktet Gyrodactylus och familjen Gyrodactylidae. Inga underarter finns listade i Catalogue of Life.